# 清泉街道 (冠县)
清泉街道，是中华人民共和国山東省聊城市冠县下辖的一个乡镇级行政单位。
2010年，冠城镇和烟庄乡被撤销，设立清泉街道、崇文街道、烟庄街道。

## 行政区划
清泉街道下辖以下地区：
耿儿庄社区、三里韩社区、代家屯社区、前张义堡社区、后张义堡社区、花留庄社区、五里韩社区、七里韩社区、东三里庄社区、吴家村社区、申尹庄社区、曹尹庄社区、前谷子头社区、孟谷子头社区、东谷子头社区、田庄社区、沙庄社区、胡庄社区、靖庄社区、刘神伯东村社区、刘神伯西村社区、安村社区、杨村社区、于村社区、包村社区、五里铺社区、西谷子头社区、东街社区、西街社区、南街社区、北街社区、东关社区、南关社区、元庄社区、张尹庄社区、吴村社区、杜刘社区、徐刘社区、靖刘社区、吕庄社区、寨里社区、建设局社区、工商局社区、民政局社区和国税局社区。